# Плюсы (агрогородок)
Плюсы (бел. Плюсы) — агрогородок в Браславском районе Витебской области Беларуси, административный центр Плюсского сельсовета. Население — 164 человека (2019).

## География
Агрогородок находится в 20 км к северу от города Браслав на берегу озера Плюсы (бассейн Западной Двины). Километром севернее села проходит граница с Латвией, Плюсы расположены в приграничной зоне Республики Беларусь, есть пункт упрощенного пропуска через границу. Село связано местными дорогами с Браславом и окрестными деревнями.

## История
Первое упоминание в источниках деревни под именем Пересветица относится к XVI веку. Согласно административно-территориальной реформе середины XVI века местность вошла в состав Браславского повета Виленского воеводства.
Поселение принадлежало к великокняжескому уделу, располагалось на границе с Курляндией. В XVIII веке местечко принадлежало роду Сальмановичей, которые построили здесь костел Святой Троицы.
В результате третьего раздела Речи Посполитой (1795) Плюсы оказались в составе Российской империи, в Браславском уезде Виленской губернии, с 1843 года — в Новоалександровском уезде Ковенской губернии. В середине XIX века здесь образовалась еврейская землельческая колония. В начале XX века здесь было построено новое каменное здание Троицкого католического храма в неоготическом стиле.
По Рижскому мирному договору (1921 года) Плюсы попали в состав межвоенной Польской Республики, где принадлежало Браславскому повету Виленского воеводства. В 1931 году в местечке было 27 хозяйств, костел, синагога, почта, магазины. С 1939 году в составе БССР. В 1998 году в Плюсах было 265 жителей и 110 дворов.

## Инфраструктура
В Плюсах работают начальная школа, дошкольное учреждение, амбулатория, дом культуры, библиотека, почта.

## Достопримечательности
- Костел Пресвятой Троицы (начало XX века) —  Историко-культурная ценность Беларуси, код 213Г000209.
- Памятник землякам, погибшим в Великую Отечественную войну.